# Meibrys Viloria

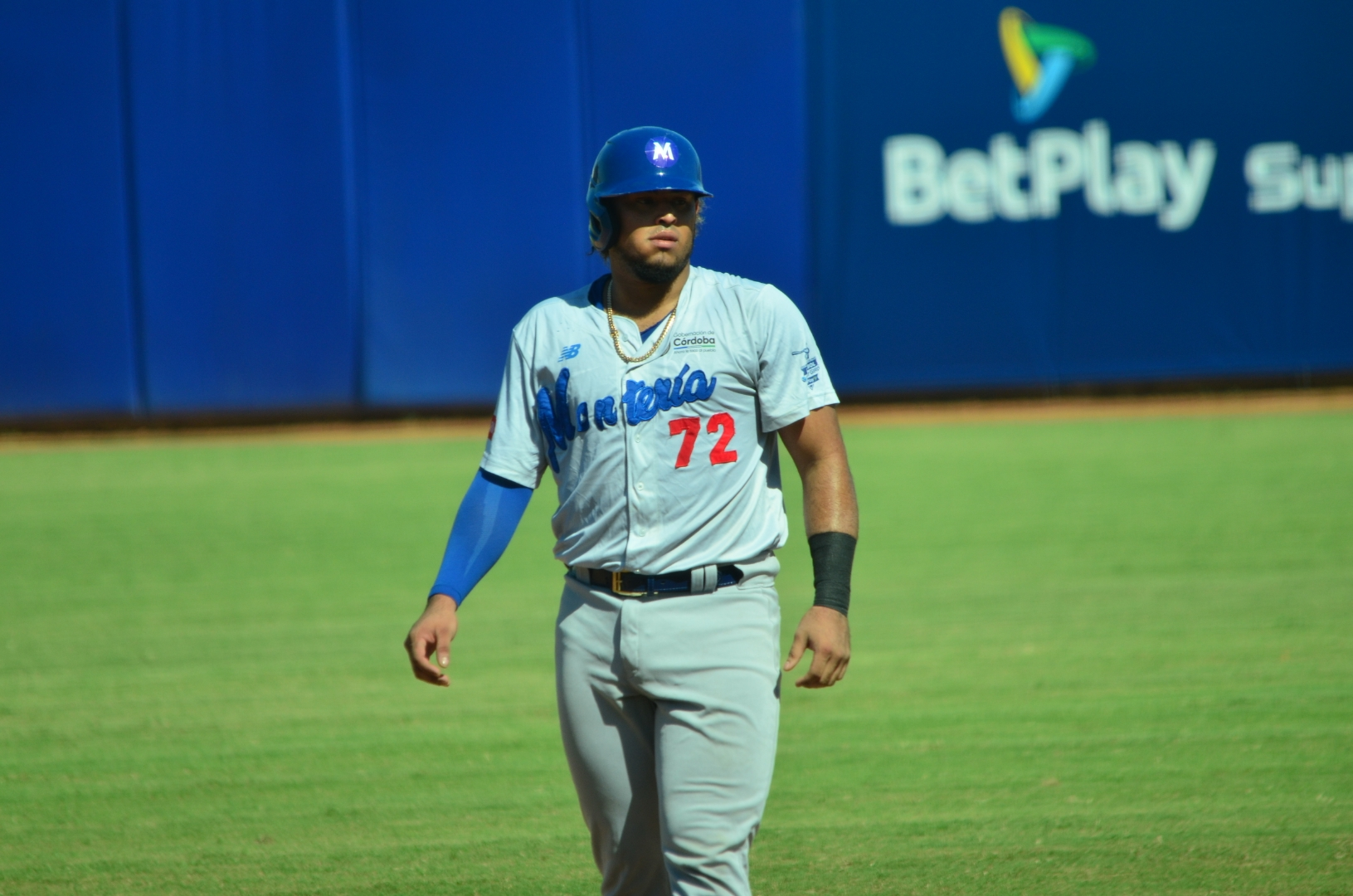
Meibrys Viloria con Vaqueros de Montería.

Meibrys John Viloria Oquendo (Cartagena de Indias, 15 de septiembre de 1997) es un beisbolista profesional colombiano que se desempeña como receptor. Es el jugador colombiano número 21 en llegar a Grandes Ligas.

## Carrera en la MLB

### Reales de Kansas City
Entre 2014 y 2016 llegó a las Ligas Menores de Béisbol fichado por Kansas City Royals en la categoría Rookie jugando 149 juegos con 94 carreras 166 hits y 9 jonrones en la Appalachian League, Dominican Summer League y Pioneer League. 
En 2017 subió a la Clase A (Media) en la novena del Lexington Legends jugando 101 partidos con 42 carreras, 94 hits y 8 jonrones en la South Atlantic League ascendiendo a la Clase A Avanzada (A+) en el Wilmington Blue Rocks jugando un total de 100 juegos, 34 carreras, 93 hits y 6 jonrones en 2018.
El 2 de septiembre de 2018 hizo su debut en Grandes Ligas de Béisbol con el Kansas City Royals en 3 turnos al bate, anotó 1 carrera, 1 hits, 1 doblete, impulsó 2 carreras, le dieron una base por bolas y no se ponchó, con un AVG de .333, el juego finalizó 9-1 sobre Baltimore Orioles. Esa temporada jugó 10 partidos termina con un promedio al bate de .259.
En el 2019 actúa en 42 juegos, conecta su primer cuadrangular en Fenway Park sobre el "Monstruo Verde", termina bateando para .211.
A raíz de la pandemia del Covid-19, la temporada es reducida a 60 juegos, actúa solamente en 15 juegos para reemplazar a Salvador Pérez quien era el receptor titular que se había lesionado.
Para la temporada 2021, el 11 de marzo es asignado al equipo Omaha de la sucursal Triple A.

### Rangers de Texas
La organización texana adquiere a Meibrys vía agencia libre.
El 25 de junio de 2022 vio acción con la novena texana donde fue titular como receptor, conectó dos hits en tres turnos al bate.

### Guardianes de Cleveland
El 4 de diciembre de 2022 firmó un contrato de liga menor con invitación al spring training. Viloria se va a la agencia libre el 8 de mayo de 2023 después de ser puesto en asignación el primero de mayo.

### Angelinos de Los Angeles (Ligas Menores)
Viloria firma contrato de liga menor con Los Angeles el 11 de mayo de 2023.
El 2 de junio Salt Lake Bees de la sucursal Triple A libera a Viloria.

### Orioles de Baltimore (Ligas Menores)
El 26 de junio de 2023 Viloria firma contrato de liga menor con Baltimore. El 23 de septiembre del mismo año es liberado por Norfolk Tides de Triple A.

## Números usados en las Grandes Ligas
- 72 Kansas City Royals (2018-2020)
- 60 Texas Rangers (2022)
- 20 Texas Rangers (2022)
- 46 Cleveland Guardians (2023)

## Estadísticas de bateo en Grandes Ligas
Con los Reales de Kansas City.
| Año   | Equipo              | Liga | Juegos | VB  | C  | Hits | HR | CI | BA   |
| ----- | ------------------- | ---- | ------ | --- | -- | ---- | -- | -- | ---- |
| 2018  | Kansas City Royals  | AL   | 10     | 27  | 4  | 7    | 0  | 4  | .259 |
| 2019  | Kansas City Royals  | AL   | 42     | 133 | 7  | 28   | 1  | 15 | .211 |
| 2020  | Kansas City Royals  | AL   | 15     | 21  | 1  | 4    | 0  | 0  | .190 |
| 2022  | Texas Rangers       | AL   | 26     | 63  | 10 | 10   | 2  | 5  | .159 |
| 2023  | Cleveland Guardians | AL   | 10     | 3   | 0  | 0    | 0  | 0  | .000 |
| TOTAL |                     |      | 103    | 247 | 22 | 49   | 3  | 24 | .198 |

## Ligas Invernales
Equipos en los que actuó por las diferentes Ligas Invernales.
| Equipo               | Liga                                                   | País                               | Temporada |
| -------------------- | ------------------------------------------------------ | ---------------------------------- | --------- |
| Tigres de Cartagena  | Liga Profesional de Béisbol Colombiano                 | Bandera de Colombia                | 2013-14   |
| Vaqueros de Montería | Liga Profesional de Béisbol Colombiano                 | Bandera de Colombia                | 2020-21   |
| Estrellas Orientales | Liga de Béisbol Profesional de la República Dominicana | Bandera de la República Dominicana | 2021-22   |
| Tigres de Cartagena  | Liga Profesional de Béisbol Colombiano                 | Bandera de Colombia                | 2022-23   |

## Logros
- Liga Colombiana de Béisbol Profesional:
  - Campeón: 2013-14 con Tigres de Cartagena
  - Subcampeón 2020-21 con Vaqueros de Montería
  - Subcampeón 2022-23 con Tigres de Cartagena

- Campeonato Panamericano de Béisbol Sub-12:
  -  Medalla de bronce: 2009